# Municipio Atenco
Koordinaten: 19° 33′ 0″ N, 98° 55′ 48″ W
Atenco ist ein Municipio im mexikanischen Bundesstaat México. Es gehört zur Zona Metropolitana del Valle de México, der Metropolregion um Mexiko-Stadt. Der Sitz der Gemeinde ist San Salvador Atenco. Die Gemeinde hatte im Jahr 2010 56.243 Einwohner, ihre Fläche beträgt 84,9 km².
Der Name Atenco kommt aus dem Nahuatl: atl bedeutet Wasser, und -tenco bedeutet „Ort, Stelle“, also in etwa „Ort der Wasser“.
Überregional bekannt wurde Atenco durch Auseinandersetzungen im Mai 2006 zwischen Polizeikräften und Einwohnern des Ortes, welche von linksgerichteten Gruppen (u. a. der EZLN) unterstützt wurden. Dabei verloren 2 Menschen ihr Leben.

## Geographie

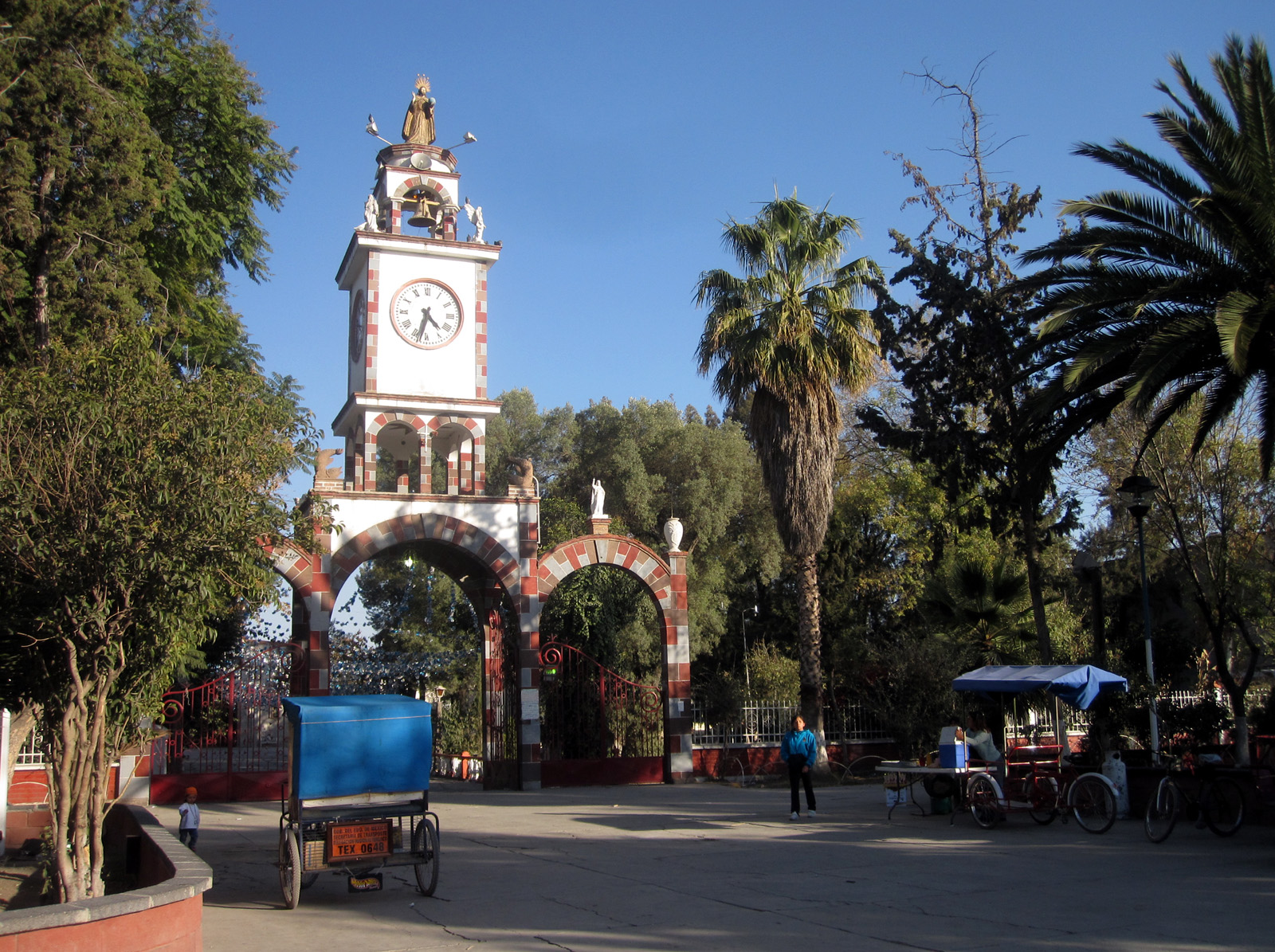
Im Ort San Salvador Atenco

Atenco liegt im Nordosten des Bundesstaates México, 42 km nordöstlich des Zentrums von Mexiko-Stadt.
Das Municipio grenzt im Norden an Ecatepec de Morelos, Acolman und Tezoyuca, im Westen an Ecatepec de Morelos, im Süden an Texcoco und im Osten an Chiautla, Chiconcuac und Texcoco.